# Коцатку
Коцатку (рум. Coțatcu) — село у повіті Бузеу в Румунії. Входить до складу комуни Подгорія.
Село розташоване на відстані 135 км на північний схід від Бухареста, 38 км на північний схід від Бузеу, 79 км на захід від Галаца, 111 км на схід від Брашова.

## Населення
За даними перепису населення 2002 року у селі проживали 1348 осіб, з них 1347 осіб (99,9%) румунів. Рідною мовою 1347 осіб (99,9%) назвали румунську.